# Paul Schreckenbach

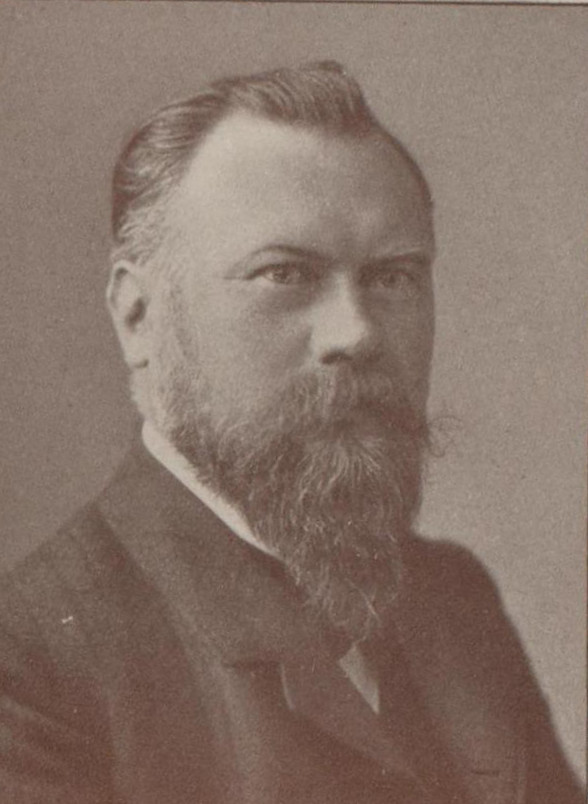
Paul Schreckenbach, um 1919

Paulus Friedrich Immanuel Schreckenbach (* 6. November 1866 in Neumark; † 27. Juni 1923 in Klitzschen (beerdigt: Torgau)) war ein deutscher Pfarrer und Schriftsteller.

## Leben
Aus einer alten Pastorenfamilie stammend, verlebte Schreckenbach seine Jugend in Zwätzen. Er absolvierte ein Studium der Theologie, mit Besuchen von Lesungen über deutsche Geschichte und Literatur in Halle, Marburg sowie Leipzig. An letzterer Universität wurde Schreckenbach 1894 über das Thema „Luther und der Bauernkrieg“ zum Dr. phil. promoviert. 1896 übernahm er eine Stelle als Pfarrer in Klitzschen. Nun ökonomisch abgesichert, ging er im gleichen Jahr mit Katharina Wenck (der Tochter eines Geschichtsprofessors!) die Ehe ein, in der vier Söhne und zwei Töchter geboren wurden.
Nach historischen Studien trat Schreckenbach anfangs mit einigen kleineren populärwissenschaftlichen sowie balladenhaften Geschichtsschreibungen an die Öffentlichkeit. 1905 wurde sein erster Roman „Die von Wintzingerode“ veröffentlicht, dem im Laufe der Jahre viele weitere folgen sollten. Während des Ersten Weltkrieges veröffentlichte er zudem in der Presse eine Reihe patriotischer Beiträge. In der Folge verfasste er noch mehrere Romane und andere Schriften.
In seinen Veröffentlichungen setzte sich Schreckenbach mit den ethischen und patriotischen Fragen seiner Zeit auseinander. Als Grundlage dafür nutzte er reale historische Ereignisse, die er jedoch künstlerisch frei umgestaltete.
Allein von seinen 14 Hauptwerken wurden weit über eine halbe Million Exemplare verbreitet; Schreckenbach war damit zu seiner Zeit einer der am meisten gelesenen Volksschriftsteller.

## Werke (Auswahl)

### Als Autor

#### Biographien
- Fürst Bismarck. Ein Lebensbild (Aufrechte Männer). Evangelische Gesellschaft, Stuttgart 1915.
- Der getreue Kleist. Die Lebensgeschichte des Ewald Christian von Kleist – Ein Roman aus der Zeit des großen Königs. Projekte-Verlag Cornelius, Halle/Saale 2010, ISBN 978-3-86237-265-2 (Nachdruck der Erstausgabe .Verlag L. Staackmann, Leipzig 1909).
- Martin Luther. Ein Bild seines Lebens und Wirkens. Weber, Leipzig 1916 (zusammen mit Franz Neubert).

#### Erzählungen
- Der jüngste Tag. Eine Erzählung aus den Zeiten Luthers. Amelang, Leipzig 1919.
- Der König von Rothenburg. Eine alte Reichsstadtgeschichte. Projekte-Verlag Cornelius, Halle/Saale 2010, ISBN 978-3-86634-895-0 (Nachdr. d. Ausg. Leipzig 1910).
- Der Komtur. In: Der Kranz, Bd. 21 (1921), S. 1–20.
- Kurfürst Augusts Abenteuer. In: Der Kranz, Bd. 21 (1921), S. 25–35.
- Die Pfarrfrau von Schönbrunn. Eine Erzählung aus dem siebenjährigen Krieg (Aus klaren Quellen; Bd. 6). Quell-Verlag, Stuttgart 1917.
- Das Recht des Kaisers. Eine Geschichte aus der Zeit der Hohenstaufen. Verlag P. Franke, Berlin 1922.
- Sühne. Eine Erzählung aus den Tagen der Schlacht bei Jena. Staackmann, Jena 1923.
- Die Tat des Leonhard Koppe (Für Heer und Flotte; Bd. 5). Warneck-Verlag, Berlin 1916.
- Der Windmüller von Melpitz. Eine Erzählung aus dem Jahre 1815. Verlag des Rauhen Hauses, Hamburg 1914.

#### Romane
- Der böse Baron von Krosigk. Ein Roman aus der Zeit deutscher Schmach und Erhebung. Staackmann, Leipzig 1908. (Online)
- Der deutsche Herzog. Roman aus der Zeit des dreißigjährigen Krieges. Projekte-Verlag Cornelius, Leipzig 2012, ISBN 978-3-86237-862-3 (Nachdr. d. Ausg. Leipzig 1914 (Ausgabe 1915 online – Internet Archive)).
- Die von Wintzingerode. Ein Roman aus dem 16. Jahrhundert. Staackmann, Leipzig 1905.[1]
- Eiserne Jugend. Burschenschaftsroman aus Jena. Staackmann, Leipzig 1921.
- Die letzten Rudelsburger. Roman aus dem Mittelalter. Cornelius-Verlag, Halle/Saale 2008, ISBN 978-3-86634-558-4 (Nachdr. d. Ausg. Leipzig 1913 (Ausgabe 1914 online – Internet Archive)).
- Markgraf Gero. Ein Roman aus der Gründerzeit des alten deutschen Reiches. Naumburger VA, Naumburg 2004, ISBN 3-86156-088-7 (Nachdr. d. Ausg. 1916 (online – Internet Archive)).
- Michael Meyenburg. Ein Lebensroman aus der Reformation. Staackmann, Leipzig 1920.
- Die Mühlhäuser Schwarmgeister. Ein Roman aus den Nottagen der alten freien Reichsstadt. Staackmann, Leipzig 1924 (erschien posthum vom Schriftsteller Paul Burg fertiggestellt!).
- Um die Wartburg. Roman aus dem Mittelalter. Greifen-Verlag, Berlin 2009, ISBN 978-3-86939-881-5 (Nachdr. d. Ausg. Leipzig 1912).
- Wildefüer. Roman aus Alt-Hildesheim. Staackmann, Leipzig 1919 (Nachdruck Staackmann, München 1976, ISBN 3-920897-53-6).

#### Sachbücher
- Die deutsche Reformation, ihr Werden und Wirken 1517-1917. Schriftenvertriebsanstalt, Berlin 1917.
- Luther und der Bauernkrieg. Verlag Schulze, Oldenburg 1895 (zugl. Dissertation, Universität Leipzig 1895 (online – Internet Archive)).
- Der Weltbrand. Geschichte aus großer Zeit. Weber, Leipzig 1915/20 (3 Bände).
- Der Zusammenbruch Preußens im Jahre 1806. Eine Erinnerungsgabe an das deutsche Volk. Melchior-Verlag, Wolfenbüttel 2008, ISBN 978-3-939791-64-5 (Nachdr. d. Ausg. Jena 1906 (online – Internet Archive)).

### Als Herausgeber
- Martin Luther: Geistliche Lieder. „Ein guter Wehr und Waffen“. Amelang, Leipzig 1917.
- Illustrierte Weltkriegschronik der Leipziger Illustrirten Zeitung. Weber, Leipzig 1914/20

1. 1914/15.
2. 1915/16 (online – Internet Archive).
3. 1916/18 (online – Internet Archive).

- Volksbuch vaterländischer Dichtung (Volksbücher der DDGS; Bd. 36). Deutsche Dichter Gedächtnis-Stiftung, Hamburg 1913.